# Cultura Norwood
La cultura Norwood era una subcultura o subperíode del període arcaic tardà.

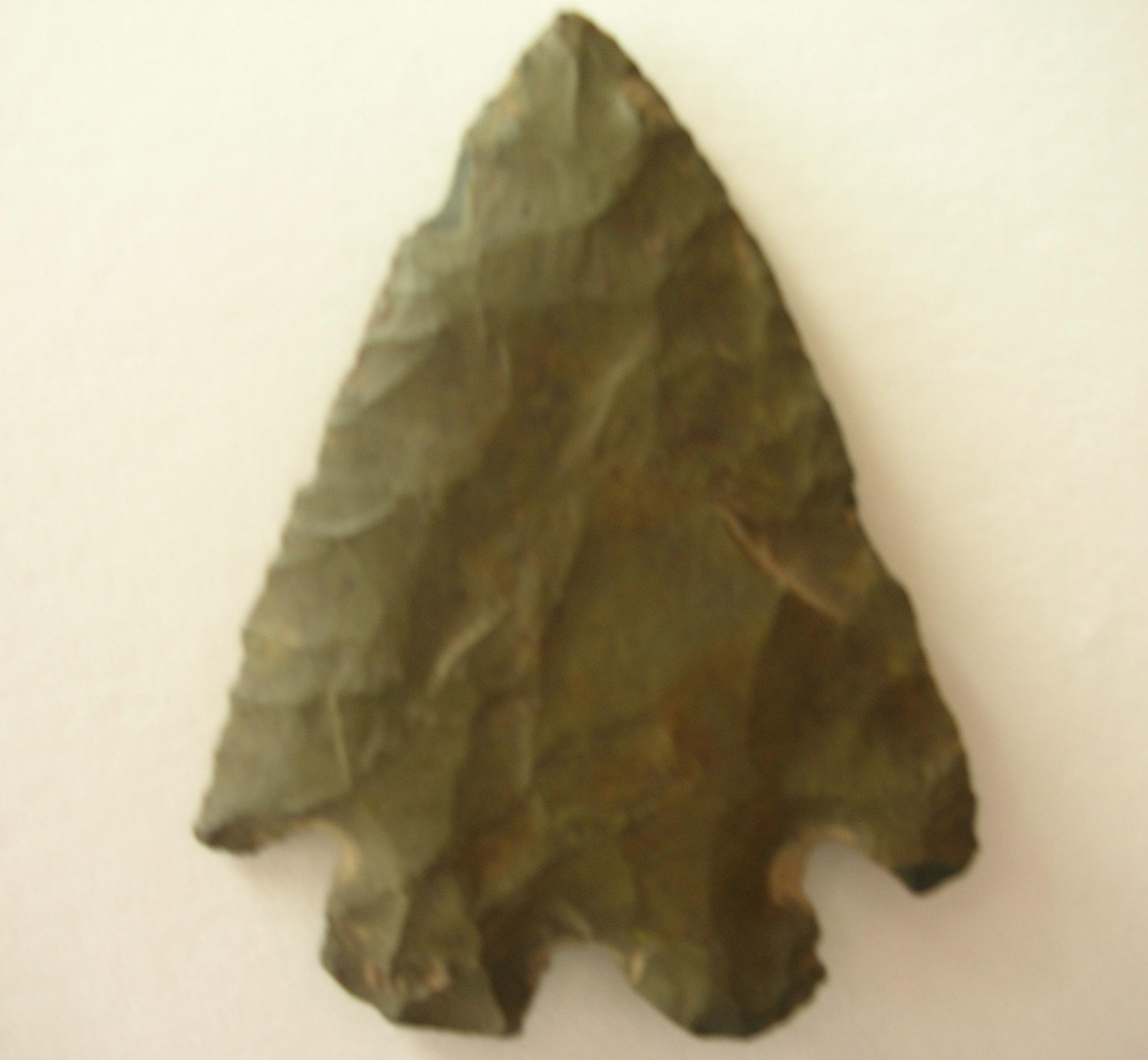
Punta de projectil per a ser usada com a ganivet o implement de cacera

La cultura Norwood era situada a la regió dels Apalatxes, una part boscosa i muntanyosa del que avui és el nord de Florida i era típica d'altres cultures arcaiques l'ús de la punta lítica i ganivets de forma triangular que mostren osques per a fixar la pedra als implements. És àmpliament acceptat que les cultures arcaiques començar a usar la llança de mà amb l'atlatl per tal de caçar animals amb més eficàcia per a obtenir roba i carn.
La diferència específica entre la cultura Norwood i altres cultures arcaiques era que elles foren les primeres a crear i utilitzar una ceràmica de fibra temperada de molsa espanyola o fils de fibra de palmetto i decorat fent impressions amb un pal en la seva superfície exterior abans de la cocció. Moltes de les cloïsses dels abocadors de la Costa del Golf daten d'aquest període arcaic però, alguns llocs han estat cobertes per l'augment del nivell del mar. Altres llocs han estat destruïts per les activitats modernes i pel desenvolupament.